# Lo Raset (Toralla)
Lo Raset és un turó de 1.241,3 metres d'altitud del terme actual de Conca de Dalt, pertanyent a l'antic municipi de Toralla i Serradell, al Pallars Jussà, en territori del poble de Toralla.
Està situat a la Serra de Sant Salvador, a ponent de Toralla, a ponent del Turó de la Costa del Clot i de Santes Creus. És al nord-oest de la Collada Viella i de l'Espluga Viella i a llevant del Tossal del Càvet i de la Collada Estreta del Càvet.